# Одесская бактериологическая станция
Одесская бактериологическая станция — специализированное медицинское санитарно-профилактическое учреждение, изначально осуществлявшее борьбу с бешенством. Первая в Российской империи и вторая в мире пастеровская станция. Располагалась в Одессе.
Пастеровские станции возникли после открытия Луи Пастером в 1885 году метода предупреждения заболевания бешенством при помощи антирабической вакцины, которая готовилась им и его сотрудниками из мозга животных, заражённых ослабленным фиксированным вирусом.
В Одессе врачебный инспектор доктор Маровский Л. А. выступил с предложением в Городскую думу об учреждении бактериологической станции с целью выработки средств защиты от разного рода эпидемий. Возникла идея послать в Париж для изучения пастеровского метода кого-нибудь из членов Одесского Общества врачей. Бессарабский помещик Михаил Васильевич Строеско анонимно пожертвовал 1000 рублей (после смерти его имя всё же обнародовали). По рекомендации Ильи Ильича Мечникова был выбран молодой врач Николай Фёдорович Гамалея.
Пастер некоторое время не давал разрешения на устройство прививочных станций вне Парижа, так как предполагал, что в связи с длительным инкубационным периодом болезни и имеющейся у него неточной статистикой распространённости болезни, одного централизованного учреждения хватит для вакцинации больных во всей Европе и даже в мире. Но распространённость болезни и количество заражённых стало одной из причин решения Пастера для открытия прививочных антирабических станций, пунктов и институтов в других странах. Пастер передал необходимый материал для изготовления вакцин в Одессу. 12 июня 1886 года в квартире Николая Фёдоровича Гамалеи на Канатной улице, 14, открылась вторая в мире и первая в Российской Империи бактериологическая станция, были привиты первые 12 человек. Руководителем был назначен Илья Ильич Мечников, ему активно помогал Яков Юлиевич Бардах.
Позже Мечников нашёл для станции более подходящий двухэтажный особняк на Гулевой улице (ныне — улица Льва Толстого, 4). Здесь в распоряжении учёных было тринадцать комнат. На станции, помимо прививок и научных исследований, были организованы и курсы для врачей, например, известные «холерные курсы» Мечникова, курсы по медицинской микробиологии. На курсах изучали также методы исследований при инфекционных болезнях, с которыми приходилось встречаться врачам: холеры, брюшного тифа, сапа, сибирской язвы, туберкулёза, лепры и сифилиса. Мечников читал лекции, посвящённые бактериологическому исследованию воды, воздуха и почвы. Затем он начал читать лекции о бактериях для вольнопрактикующих врачей. Было обучено 50 врачей из различных городов Российской империи. В 1888 году Мечников, по приглашению Луи Пастера, уезжает работать в новопостроенный Пастеровский институт. В этом же году бактериологическая станция переехала в здание Ремесленного училища на Ямской (ныне — улица Новосельского, 82). Арендная плата составляла полторы тысячи рублей в год. Стало ясно, что для продолжения нормальной работы бактериологической станции необходимо собственное помещение. В 1894—1895 годы на средства Григория Григорьевича Маразли, городского головы Одессы, на углу Херсонской и Старопортофранковской улиц (ныне — улица Пастера, 2) по плану архитектора Дмитренко было построено здание для бактериологической станции.
С 1892 года станцию возглавлял Пётр Николаевич Диатроптов (1858—1934), ученик Ильи Мечникова. Одной из самых известных работ бактериологической станции в те годы стало отслеживание состояния воды в одесском водопроводе. На водопроводной станции «Днестр» в 1901 году была организована постоянно действующая бактериологическая лаборатория, позволившая систематически изучать бактериальную флору реки и проводить ежедневный контроль работы очистных фильтров, исследовать городские сточные воды и проводить их обезвреживание на первых в России одесских полях орошения. Активную роль в этом играл будущий академик Даниил Кириллович Заболотный.
В 1923 году станция стала именоваться «Бактериологическим и физиологическим институтом доктора Гамалеи». В настоящее время функция антирабической вакцинации перешла многочисленным городским стационарам. Научными вопросами стал заниматься Одесский научно-исследовательский институт вирусологии и эпидемиологии им. И. И. Мечникова (ныне — Одесский противочумный институт имени И. И. Мечникова). А в здании бывшей одесской бактериологической станции на улице Пастера, 2, сейчас располагается кафедра иностранных языков одесского национального медицинского университета.

## Галерея
|  |  |  |  |